# Продром (Афон)
Румынский скит Продром (греч. Σκήτη Τιμίου Προδρόμου Μεγίστης Λαύρας, рум. Schitul românesc Prodromu, или просто Продром) — румынский православный общежительный скит на восточной оконечности Святой Горы Афон, в местности, называющейся Вигла. Скит относится к Великой Лавре и расположен примерно в 4 км от неё. Посвящён Иоанну Крестителю. Собственно румынское слово prodrom происходит от латинского prodromus — предвестник, что аналогично русскому предтеча. Как и прочие монастыри и скиты Афона, находится в юрисдикции Константинопольского патриархата.

## История
Старейшие сведения о румынском присутствии в этом месте относятся примерно к 1750 году, когда несколько монахов, под руководством иеромонаха Макария, жили там в уединении рядом с храмом Святого Иоанна Крестителя, в честь которого и назван скит. Согласно архивным данным, содержащимся в библиотеке скита, храм был возведен ещё в XVII веке. На его южной стене находится надпись «Возобновлен иеромонахом Иосифом Хиотским, 1754 г.»
Приблизительно в 1800 году три румынских отшельника, духовник Иустин Влах и двое учеников — Потапий и Григорий. Рассказывают, что Иустин изгнал рой саранчи из Великой Лавры, окрапляя её святой водой.
Поскольку число румынских монахов со временем увеличилось вокруг него, Иустин думал о расширении кельи и превращении её в полноценный скит, на что получил благословение от Великой Лавры. В 1816 году Иустин умер. Его преемник попросил Великую Лавру выдать документ на создание скита. В 1820 году они получили документ из 13 статей, где было записано, что келья будет признаваться «для благочестивого племени молдаван для создания общежительного скита». Согласно документу Продром имел статус общежительного скита, возглавляемый дикеем (δικαιος), имел свою печать и подчинял Великой Лавре.
В 1821 году, во время греческого восстания, Афон был оккупирован турками, которые свирепствовали и грабили святые обители. Ворвались они и в Продром.В соборе мусульмане увидели образ Иоанна Предтечи, сурово взиравшего на них. Вместо покаяния нечестивцы начали палить по иконе из ружей, но пули, не причиняя иконе вреда, возвращались и поражали стрелявших. Те в ужасе бежали.
Соборный Богоявленский храм был построен в 1866 году при содействии молдавского князя Григория Жики. Главная святыня обители — чудотворная икона Божией Матери «Нерукотворная». Настоятель скита иеросхимонах Нифонт в 1863 году заказал образ опытному иконописцу из Ясс, Георгакису Николау, оговорив, что писать икону тот должен в посте и молитве, то есть ежедневно прочитывая акафист Богородице и принимая пищу лишь по окончании дневного труда. Поначалу дело шло успешно, но, когда иконописец приступил к написанию святых ликов Господа Иисуса Христа и Его Пречистой Матери, он не мог изобразить Их подобающе. Тогда Георгакис, отложив свой труд, начал усердно молить Пресвятую Богородицу о помощи. На следующий день благочестивый иконописец, войдя в свою мастерскую, нашёл образ уже законченным, с чудесно выписанными ликами.
В 1859 скит официально начал называться румынским. Были проведены серьёзные работы: построены водопровод, музей, больница. Этим и другим постройкам значительный ущерб нанесло землетрясение 1905 года.
Восстановление скита началось в 1970-х году, а в 1984 году дикеем обители стал иеросхимонах Петроний (Тэнасе), пользующийся большим авторитетом на Афоне и считающийся одним из подлинных носителей святогорского духа.
На начало 2010-х в скиту проживало 25 монахов.

## Кладбище

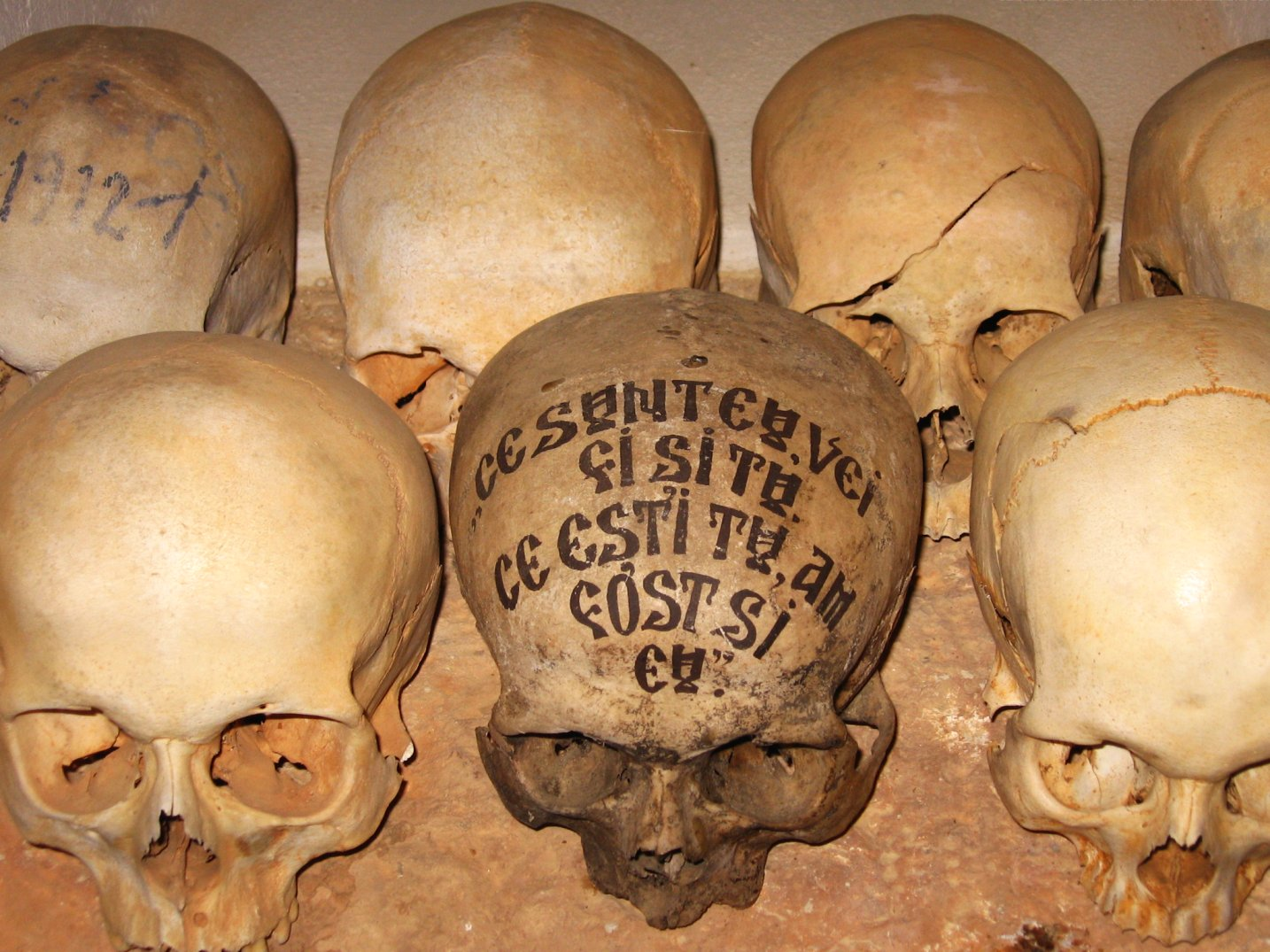
На одном из черепов видна надпись: "Ce sunt eu, vei fi si tu. Ce esti tu, am fost si eu." (Ты будешь таким, как я. Я был таким, как ты.), напоминающая об эфемерности жизни и необходимости думать о собственной смерти.

По афонской традиции, в скиту имеется только одно кладбище. На нем хоронят всех усопших монахов. Ввиду дефицита пространства на горе, кладбище скита очень маленькое. Как правило, через три года после похорон останки эксгумируются (монахов хоронят без гробов и поэтому плоть очень быстро разлагается) и помещаются в оссуарий (костницу). Еще одна причина для эксгумации - некоторые останки почитаются святыми мощами, и выставляются для поклонения.

## Святыни и чудотворные иконы
- Главная святыня скита — нерукотворная и чудотворная икона Божией Матери Продромитисса. Иконописец Георгакис Николау, написав все одеяния иконы, долго не мог изобразить лик, и только после усердных молитв за ночь лики Божией Матери и Спасителя сами запечатлелись на иконе. Лик Божией Матери имеет необычные черты и слишком большие пропорции. Лик Спасителя то улыбается, то сурово взирает на приходящих в зависимости от их душевного состояния и вероисповедания. Икона была передана скиту в 1870 г., её память торжественно празднуется 12 июля.[2]
- Чудотворная икона Божией Матери «Охраняющая от огня». Икона принадлежала семье благочестивых румын из города Бырлад. В 1865 году их деревянный дом сгорел дотла. После разбора завалов в золе была найдена эта икона, которая немного почернела от дыма, но в целом осталась невредимой. После этого икону оковали серебром и отправили на Афон, подарив её скиту Продром. Через некоторое время недалеко от скита разгорелся сильный пожар, угрожавший сжечь монастырские постройки. Монахи прошли с иконой крестный ход и огонь прекратился.
- Икона святого Иоанна Предтечи, находящаяся в иконостасе одноимённого параклиса (храма). Икона была подарена скиту господарием Григорием Гики в 1853 г. Главное чудо, связанное с этой иконой — спасение скита во время Греческого восстания в 1821 г., когда около 3000 турецких солдат вступили на Святую Гору с целью грабежа и убийств монахов. Один из турецких отрядов ворвался в параклис Иоанна Предтечи и, испугавшись грозного лика с иконы, начали палить в неё из ружей. Пули, не причиняя иконе никакого вреда, возвращались и поражали агарян, заставив их в панике бежать из скита.
- Икона трёх святителей, также находящаяся в параклисе Иоанна Предтечи. В 1720 году монахи из местности Вигла, на которой сейчас находится Продром, испытывали острую нужду в пресной воде, так как из-за засухи все источники пересохли. Однажды Трое Святителей явились одному из монахов, который много молился им, и указали место для колодца. Этот колодец до сих пор находится в скитском саду.
- Частицы мощей Крестителя Иоанна, апостола Матфея, первомученика архидиакона Стефана, святителей Иоанна Златоуста, Григория Богослова и Модеста Иерусалимского, священномученика Харалампия, святых бессребренников Космы и Даимиана, мучеников Трифона и Варвары, преподобных Антипа Валаамского (Калаподештского, Афонского), Нила Афонского, Игнатия, Евфимия и Акакия, великомученика Георгия Победоносца.

Библиотека скита насчитывает более 5000 книг, большинство из которых написано на румынском языке. Самые старые из них датируются XVII веком и написаны кириллицей (бывшей в те времена церковным языком румынской церкви). Наиболее важными из них являются:
- Библия Щербана Кантакузина (1688 год);
- Кириакодромион молдавского митрополита Варлаама (1643 год);
- Новый завет (Белград, 1648 год);
- Миней епископа Рымникского Кесария (XVIII век);
- Рукопись ученого иеромонаха Иринарха Сишмана, написанная им с 1845 по 1920 год и содержащая в себе 20 томов истории афонских монастырей, историю и чудеса всех святогорских икон, историю румынского монашества на Святой Горе.

## Прочая информация
Добраться до Продрома можно на маршрутке от Кариеса (обычно в первой половине дня), стоимость проезда (2015 г.) — 90 евро (сумма разделяется на 10-14 пассажиров).
Расстояние (пешком) до Великой Лавры — около часа, до Панагии — 6.5 часов, до скита св. Анны — 5.5 часов. Подъём на гору более пологий и, поэтому, менее утомительный, чем от скита св. Анны.
Паломникам, желающим остаться в скиту на ночь, рекомендуется заранее согласовывать дату приезда по телефону скита (23770)23294; 23788.